# Маркова Дубрава
Маркова Дубрава — болото на территории Таборинского муниципального района Свердловской области России.

## Географическое положение
Болото Маркова Дубрава расположено в муниципальном образовании «Таборинский муниципальный район» Свердловской области, между рекой Большая Емельяшевка (правый приток реки Тавда) и рекой Утья (правый приток реки Тавда). Болото площадью 45 км². В большой части непроходимо, глубиной свыше 2 метров. Болото примыкает с северо-востока к озеру Дикому, с востока — к Гнилому болоту.

## Данные водного реестра
По данным государственного водного реестра России, болото относится к Иртышскому бассейновому округу, водохозяйственный участок реки — Тавда от истока и до устья, без реки Сосьва от истока до водомерного поста у деревни Морозково, речной подбассейн реки — Тобол. Речной бассейн реки — Иртыш.
Код объекта в государственном водном реестре — 14010502513099000000890.